# Ruggero da Fiore

Stemma Flores

Ruggero Flores, o Roger de Flor (nei documenti frater Rogerius da Branduzio) (Brindisi, 1267 – Adrianopoli, 30 aprile 1305), è stato un mercenario italiano da sergente templare a comandante della Compagnia Catalana o degli Almogavari.

## Biografia

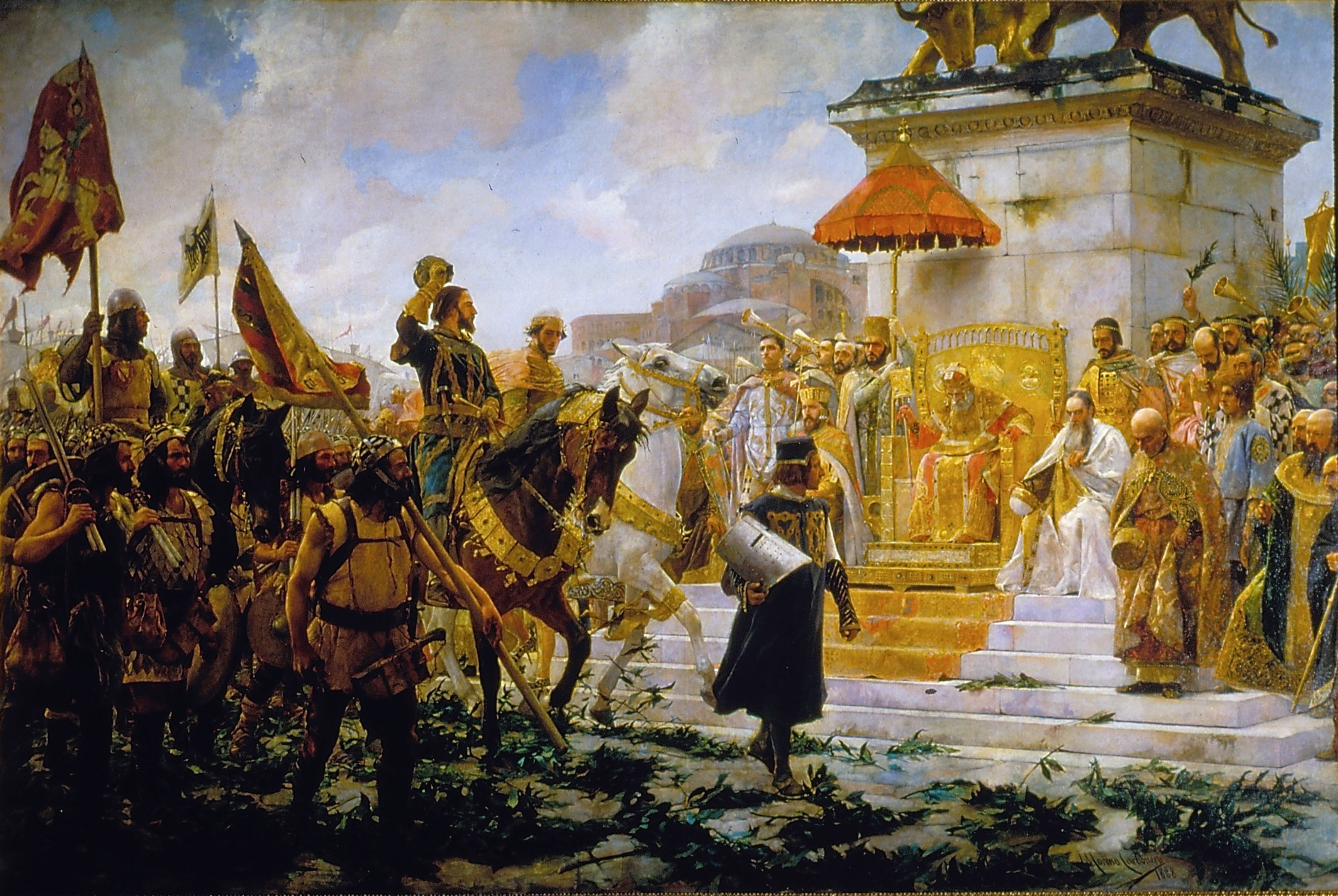
Entrata di Ruggero da Fiore a Costantinopoli, 1888, José Moreno Carbonero, Palazzo del Senato di Spagna, Madrid

Suo padre, Richard von Blun o von Blum, era un falconiere dell'imperatore Federico II di Svevia, mentre sua madre una nobildonna brindisina. Entrò nell'Ordine dei Templari come sergente e appena ventenne era al comando della nave Falcone, la più grande dell'Ordine, solitamente attraccata nel porto di Brindisi e in servizio costante sulla rotta per la Terrasanta.
Ruggero si distinse nella difesa di San Giovanni d'Acri (1291) tuttavia, accusato di essersi appropriato di alcuni beni approfittando della confusione che seguì l'abbandono della città caduta in mani saracene, fu cacciato dall'ordine.
Forte della sua esperienza militare, si fece mercenario, entrando al servizio del re Federico III d'Aragona, che gli diede il comando della Compagnia Catalana (detta anche "degli almogavari"), composta da mercenari catalano-aragonesi. Al comando di quella flotta Ruggero partecipò alla difesa di Messina (1301) assediata dagli Angiò che ancora reclamavano il possesso della Sicilia persa dopo i Vespri.
Conclusa la Pace di Caltabellotta (1302) tra Carlo II d'Angiò e Federico III, Ruggero si mise al servizio dell'imperatore bizantino Andronico II Paleologo, per aiutarlo contro la minaccia turca (1303), a capo d'una spedizione di 2.500 almogavari e 39 navi inviate da re Federico. Espulsi i genovesi da Costantinopoli per ingraziarsi l'imperatore, entrò in Anatolia, impossessandosi di Filadelfia, Magnesia ed Efeso e respingendo i Turchi fino alla Cilicia e il Tauro (1304). Durante la primavera del 1304 respinse anche gli Alani, provenienti dal nord del Mar Nero. Come ricompensa per i servizi prestati all'Impero, Andronico concesse a Ruggero il titolo di megadux (comandante della flotta) e la mano di Maria, sua nipote e figlia dello zar bulgaro Ivan Asen III.
Tuttavia, la Compagnia causò molti danni e fastidi all'imperatore bizantino: da una parte, gli almogavari commisero diversi eccessi con la popolazione locale bizantina; dall'altra, l'ambizione di Ruggero fu grande e pretese di comportarsi come il sovrano dei territori conquistati. Ruggero arrivò persino a negoziare con Andronico la concessione del titolo di Cesare dell'impero in cambio dei territori liberati dell'Asia Minore, eccettuando le grandi città. Alla fine, tale comportamento risvegliò le ostilità di Michele IX Paleologo, figlio di Andronico e associato al governo dell'impero. Quest'ultimo fece assassinare a tradimento Ruggero ad Adrianopoli, durante un banchetto in cui il comandante mercenario cenava insieme a più di un centinaio di generali almogavari (5 aprile 1305). Michele poi attaccò alle spalle il resto della Compagnia, ma questa, al comando di Berenguer d'Entença, contrattaccò sconfiggendo Michele e distruggendo quanto trovò sul suo passaggio in Tracia e Macedonia: questi fatti, resi celebri nelle pagine della Crònica di Ramon Muntaner, vennero ricordati con il nome di "Vendetta catalana".